# Ureta
Pour les articles homonymes, voir Ureta (homonymie).
Ureta (en basque et en espagnol) est un hameau situé dans la commune de Erro dans la Communauté forale de Navarre, en Espagne. Il dépend du concejo de Mezkiritz.
Ureta est situé dans la zone linguistique bascophone de Navarre.